# Trigoniophthalmus borgesi
Trigoniophthalmus borgesi (лат.) — вид насекомых из семейства махилисов отряда древнечелюстных.

## Описание
Обитает в лесах, может быть найден в кронах и на стволах деревьев, а также на лесной подстилке. Универсальный фитофаг, питающийся водорослями и лишайниками. Активен в сумерках и ночью в течение всего года.

## Распространение
Эндемик Азорских островов, найден на шести из них: Фаял, Пику, Терсейра, Сан-Жоржи, Сан-Мигел и Санта-Мария. Вид состоит из 13 фрагментированных популяций, возможно, в прошлом ареал был шире, а вид испытал сокращение численности в связи с уменьшением среды обитания. 
МСОП присвоил таксону охранный статус «Вымирающие виды» (EN). Ему угрожает сокращение среды обитания из-за вторжения инвазивных видов (Pittosporum undulatum и Hedychium gardenerianum) и увеличения числа засух.